# Gasteracantha taeniata
Gasteracantha taeniata är en spindelart som först beskrevs av Charles Athanase Walckenaer 1842.  Gasteracantha taeniata ingår i släktet Gasteracantha och familjen hjulspindlar.

## Underarter
Arten delas in i följande underarter:
- G. t. analispina
- G. t. anirensis
- G. t. bawensis
- G. t. jamurensis
- G. t. lugubris
- G. t. maculella
- G. t. novahannoveriana
- G. t. obsoletopicta
- G. t. oinokensis
- G. t. sentanensis
- G. t. trivittinota
- G. t. univittinota